# Municipio de Vesper
El municipio de Vesper (en inglés: Vesper Township) es un municipio ubicado en el condado de Lincoln en el estado estadounidense de Kansas. En el año 2010 tenía una población de 90 habitantes y una densidad poblacional de 0,95 personas por km².

## Geografía
El municipio de Vesper se encuentra ubicado en las coordenadas 39°0′12″N 98°18′59″O / 39.00333, -98.31639. Según la Oficina del Censo de los Estados Unidos, el municipio tiene una superficie total de 94.91 km², de la cual 94,87 km² corresponden a tierra firme y (0,04 %) 0,04 km² es agua.

## Demografía
Según el censo de 2010, había 90 personas residiendo en el municipio de Vesper. La densidad de población era de 0,95 hab./km². De los 90 habitantes, el municipio de Vesper estaba compuesto por el 98,89 % blancos y el 1,11 % eran de una mezcla de razas. Del total de la población el 1,11 % eran hispanos o latinos de cualquier raza.